# Figulus delicatus
Figulus delicatus es una especie de coleóptero de la familia Lucanidae.

## Distribución geográfica
Habita en Singapur.